# Новая Саваслейка
Новая Саваслейка — деревня в Городском округе город Кулебаки Нижегородской области.

## География
Находится на расстоянии приблизительно 6 километров по прямой на запад-северо-запад от города Кулебаки.

## История
Деревня имеет пригородный характер. До 2015 года входила в Саваслейский сельсовет.

## Население
Постоянное население составляло 10 человек (русские 100%) в 2002 году, так же 10 в 2010.